# Tzintzimacato Grande
Tzintzimacato Grande är en ort i Mexiko.   Den ligger i kommunen Morelia och delstaten Michoacán de Ocampo, i den södra delen av landet, 240 km väster om huvudstaden Mexico City. Tzintzimacato Grande ligger 2 136 meter över havet och antalet invånare är 383.
Terrängen runt Tzintzimacato Grande är varierad. Runt Tzintzimacato Grande är det tätbefolkat, med 493 invånare per kvadratkilometer. Närmaste större samhälle är Quiroga, 15,6 km sydväst om Tzintzimacato Grande. I omgivningarna runt Tzintzimacato Grande växer huvudsakligen savannskog.